# Nagybárkány
Nagybárkány – węgierska wieś i gmina w komitacie Nógrád, w powiecie Bátonyterenye.
Powierzchnia gminy wynosi 8,84 km². Zgodnie z danymi z 2009, gminę zamieszkuje 671 osób. Gęstość zaludnienia wynosiła 75,9 osób/km².